# Zofia Mrozowska
Zofia Mrozowska, née le 24 août 1922 à Varsovie, et morte le 19 août 1983 dans cette même ville, est une actrice polonaise.

## Filmographie sélective

### Au cinéma
- 1946 : Chansons interdites
- 1948 : La Dernière Étape
- 1950 : La Ville indomptée - Krystyna
- 1975 : Bilan trimestriel - mère de Janek
- 1980 : La Constante - mère de Witold
- 1982 : Glosy
- 1990 : Wigilia

### À la télévision
- 1980 : Le Contrat - Maria

## Récompenses et distinctions
- Croix d'Officier de l'Ordre Polonia Restituta (Krzyż Oficerski Orderu Odrodzenia Polski) en 1977
- Croix d'or du Mérite polonais (Złoty Krzyż Zasługi) en 1955